# Йозеф Борнмюллер
Йозеф Фрідріх Ніколаус Борнмюллер (нім. Joseph Friedrich Nicolaus Bornmüller 6 лютого 1862 — 19 грудня 1948) — німецький ботанік .

## Біографія
Вивчав садівництво у Потсдамі. У 1886 році здійснив експедицію на Балкани та Грецію. У 1887-88 працював у ботанічному саду в Белграді. Проводив ботанічні дослідження на Близькому Сході, Малої Азії та Північній Африці. У своїх дослідженнях він також відвідав Грецію, Мадейру та Канарські острови.
У 1903 році він змінив Генріха Карла Гаусскнехта (1838—1903) на посаді куратора гербарію у Веймарі, де працював до 1938 року. У 1918 році був удостоєний звання почесного професора Єнського університету.

## Епоніми
На честь Йозефа Борнмюллера названі:
- рід рослин Bornmuellerantha родини Ранникові (Scrophulariaceae);
- рід рослин Bornmuellera родини Капустяні (Brassicaceae);
- вид рослин Allium bornmuelleri;
- вид рослин Geocaryum bornmuelleri;
- вид рослин Paronychia bornmuelleri;
- вид гадюк Vipera bornmuelleri;
- вид черв'яг Crotaphatrema bornmuelleri.